# Coryphantha potosiana
Coryphantha potosiana är en kaktusväxtart som först beskrevs av Georg Albano von Jacobi, och fick sitt nu gällande namn av Charles Edward Glass och R.A. Foster. Coryphantha potosiana ingår i släktet Coryphantha, och familjen kaktusväxter. Inga underarter finns listade i Catalogue of Life.